# Esther Térmens
Esther Térmens Cañabate (nacida el 2 de noviembre de 1984 en Tarrasa, Cataluña, España) es una habilidosa jugadora de hockey sobre hierba española. Juega al hockey hierba como mediocampista , considerada una pieza clave en la selección española . Una clara muestra de su nivel es que en el 2004, en los Juegos Olímpicos de Atenas, fue nombrada quinta mejor jugadora del mundo menor de 23 años. y en Mundial de Madrid 2006 segunda mejor jugadora del mundo. También participó en los juegos Olímpicos de Pekín donde consiguieron el diploma Olímpico. Después de su estancia de dos temporadas en Holanda en el Club Kampong. Térmens fue una de las jugadoras clave en el equipo que terminó cuarto en el mundial celebrado en Madrid el año 2006, siendo la lanzadora de penalty-corners habitual. En la actualidad trabaja como abogada en CALAF CONSTRUCTORA

## Palmarés deportivo
Campeona copa de Europa sub-16 Lió 2000
Subcampeona Europa sub-18 Pàdua 2001
10a. Campeonato del mundo sub-21 Buenos Aires 2001
3a. Copa de  Europa sub-18 Róterdam 2002
5a. Copa de Europa sub-21 de Alcalá la Real 2002
Subcampeona Copa de Europa Barcelona 2003
Subcampeona "Champions Challenge" Catània 2003
10a. Juegos Olímpicos Atenas 2004
Elegida 5a. Mejor Jugadora del Mundo sub-23 2004
4a. Campeonato del mundo Madrid 2006
Elegida 2a. Mejor jugadora del Mundoo sub-23 2006
4a. Copa Europa Mánchester 2007
7a. Juegos Olímpicos Pequín 2008 diploma olímpico
Títulos a nivel de clubes
Campeona de España (2001, 2002)
Copa de la Reina (2001)
Campeonato de Europa de clubs (hockey sala) "B" 2002

## Participaciones en Juegos Olímpicos
- Atenas 2004, puesto 10.
- Pekín 2008, puesto 7.